# Schriften des Naturwissenschaftlichen Vereins für Schleswig-Holstein
Die Schriften des Naturwissenschaftlichen Vereins für Schleswig-Holstein ist ein jährlich erscheinendes wissenschaftliches Journal.
Seit über 130 Jahren bietet es Wissenschaftlern die Möglichkeit ihre Forschungsergebnisse zu veröffentlichen. Die  Palette der Artikel umfasst die ganze Reihe naturwissenschaftlicher Disziplinen und behandelt Forschungsthemen aus allen Teilen der Welt. Besonders zahlreich sind in den bislang erschienenen 70 Jahresbänden Beiträge aus den Fächern Meereskunde und Geologie, darüber hinaus gibt es in vielen Ausgaben Artikel zur Faunistik, Vegetationskunde und Forschungsgeschichte.
Die gedruckten Ausgaben sind in über 412 Bibliotheken in 56 Staaten einsehbar (ISSN 0077-6165). Es existiert ein umfangreiches Internetarchiv, in dem sämtliche Beiträge aller Bände für Interessierte frei zugänglich und nutzbar sind. Die Schriften sind auch als online-Zeitschrift in der Elektronischen Zeitschriftenbibliothek geführt (E-ISSN 1867-7428).
Die Beiträge in den Schriften des Naturwissenschaftlichen Vereins für Schleswig-Holstein richten sich gleichermaßen an Fachkollegen und an die interessierte Öffentlichkeit. Herausgeber ist der gemeinnützige Naturwissenschaftlicher Verein für Schleswig-Holstein bei dem Produktion und Vertrieb ohne finanzielle Interessen erfolgen. Ihr Erscheinen wird ausschließlich von den Vereinsmitgliedern sowie Spendern sichergestellt.
Die Veröffentlichung der Beiträge erfolgt nach einem Peer-Review-Verfahren. Forschungsartikel, Reviews, Kurzberichte und Essays aus dem Bereich der Naturwissenschaften erscheinen in deutscher oder englischer Sprache.

## Geschichte
Der erste Band der Schriften erschien 1873. Zunächst als vereinsinternes Blatt gedacht, entwickelten sie sich schnell zu einer Möglichkeit, aktuelle Untersuchungsergebnisse gleichzeitig Fachwelt und interessierter Öffentlichkeit vorzustellen. Zum Ansehen trugen auch namhafte Schriftleiter bei. So waren über viele Jahre die Zoologen Karl August Möbius und Adolf Remane als Schriftleiter für die wissenschaftliche Auswahl und Prüfung der Artikel verantwortlich.
Die Zeitschrift wird von Forschern zur Vorstellung von Arbeiten von weltweitem Interesse genutzt. Im Jahr 1878, im 3. Jahresband, erschien die Erstbeschreibung der Mitose von Walther Flemming. Flemming gilt heute als Vater der Zellbiologie und ist als einer der größten Entdecker der Biologie anerkannt.
Auch später gab es viele bedeutende Veröffentlichungen in den Schriften. Namen wie Karl August Möbius, Adolf Remane, Karl Gripp, Johanna Mestorf, Berndt Heydemann, Wolf Herre, Fritz Theodor Overbeck, Ernst-Wilhelm Raabe, Alfred Rust und Max Planck finden sich mehrfach in der Liste der Autoren.